# Jan Zabielski
Jan Zabielski (ur. 6 stycznia 1956 w Kropiwnicy) – polski geodeta i samorządowiec, w latach 2016–2020 wicewojewoda podlaski.

## Życiorys
W 1980 ukończył studia magisterskie na Wydziale Geodezji i Urządzeń Rolnych Akademii Rolniczo-Technicznej w Olsztynie. W 1992 również tam ukończył podyplomowe studia z wyceny nieruchomości, w 2002 kształcił się w zakresie map numerycznych na Uniwersytecie Warmińsko-Mazurskim, w 2009 zaś – w Polskiej Akademii Nauk z zarządzania administracją w warunkach Unii Europejskiej. Zdobył również uprawnienia geodety w dziedzinie geodezji i kartografii. Zajął się także prowadzeniem własnego gospodarstwa rolnego.
Pracował jako geodeta w Wojewódzkim Biurze Geodezji i Terenów Rolnych w Białymstoku (1980–1993), inspektor wojewódzki w Wydziale Geodezji, Kartografii i Gospodarki Gruntami Urzędu Wojewódzkiego w Białymstoku (1993–1999), geodeta powiatowy w Mońkach (1999 – 2003) i wreszcie zastępca naczelnika Wydziału Geodezji Urzędu Miejskiego w Białymstoku (2004–2006). Został członkiem Prawa i Sprawiedliwości i pełnomocnikiem jego struktur powiatowych w powiecie monieckim. Pełnił funkcję wicestarosty monieckiego od 2006 do 2010, a następnie pracował jako biegły sądowy z zakresu geodezji. W 2010 został wybrany radnym powiatu monieckiego, w 2014 uzyskał reelekcję (stracił mandat po powołaniu na niepołączalne stanowisko). 13 stycznia 2016 został wicewojewodą podlaskim. Kandydat na burmistrza Moniek w wyborach samorządowych 2018 roku. 2 stycznia 2020 został odwołany ze stanowiska wicewojewody podlaskiego. W czerwcu tego samego roku został geodetą województwa podlaskiego.
Żonaty, ma troje dzieci.